# Łąki (Skrzynka)
Łąki – część wsi Skrzynka w Polsce, położona w województwie małopolskim, w powiecie dąbrowskim, w gminie Szczucin.
W latach 1975–1998 Łąki należały administracyjnie do województwa tarnowskiego.